# Брдовец
Брдовец (хорв. Brdovec) — община в Хорватии, входит в Загребскую жупанию. Община включает 13 населённых пунктов. По данным 2001 года, в ней проживало 10 287 человек. Общая площадь общины составляет 37,6 км².